# دارکوب بلوط
دارکوب بلوط (نام علمی: Melanerpes formicivorus) نام یک گونه از سرده سیاه‌خزنده‌ها است.